# Megachile subtranquilla
Megachile subtranquilla là một loài Hymenoptera trong họ Megachilidae. Loài này được Yasumatsu mô tả khoa học năm 1938.